# Sarkad
Sarkad (română: Șărcad;  tot în română este cunoscut și sub forma Șercad) este un oraș în districtul Sarkad, județul Békés, Ungaria, având o populație de 10.325 de locuitori (2011). 

## Demografie
Componența etnică a orașului Sarkad
     Maghiari (88,31%)
     Romi (9,65%)
     Români (1,33%)
     Necunoscut (0,33%)
     Alții (0,38%)
Componența confesională a orașului Sarkad
     Fără religie (35,92%)
     Reformați (26,7%)
     Romano-catolici (7,77%)
     Atei (1,26%)
     Necunoscută (27,38%)
     Alte religii (3,13%)
Conform recensământului din 2011, orașul Sarkad avea 10.325 de locuitori. Din punct de vedere etnic, majoritatea locuitorilor (88,31%) erau maghiari, existând și minorități de romi (9,65%) și români (1,33%). Apartenența etnică nu este cunoscută în cazul a 0,33% din locuitori. Nu există o religie majoritară, locuitorii fiind persoane fără religie (35,92%), reformați (26,7%), romano-catolici (7,77%) și atei (1,26%). Pentru 27,38% din locuitori nu este cunoscută apartenența confesională.